# Alice Dellal
Alice Dellal (* 29. Juli 1987 in Rio de Janeiro, Brasilien) ist ein britisches Model, bekannt für ihren Sidecut und ihren Punk-/ Rock-Look. Sie ist Muse für Mario Testino.

## Familie
Sie ist die Tochter des brasilianischen Models Andrea Dellal und deren Ehemann Guy Dellal. Sie ist Enkelin und Erbin des Immobilientycoons 'Black' Jack Dellal. Ihre Eltern trennten sich, als sie sieben Jahre alt war. Daraufhin lebte Dellal mit ihrer Mutter in Brasilien. Sie kehrten jedoch nach Knightsbridge zurück und ihre Eltern heirateten erneut.
Ihr Bruder Alex Dellal betreibt die 20 Hoxton Square, eine Kunstgalerie in Ostlondon, und ihre Schwester Charlotte Olympia Dellal gründete die Luxusschuhmarke Charlotte Olympia.
Dellal ist die Cousine der Schauspielerinnen Jemima und Lola Kirke.

## Karriere
Dellal besuchte die Bedales School in Hampshire.
2008 war Dellal das Gesicht der Herstellerfirma Mango. 2011 wählte Karl Lagerfeld sie zum neuen Gesicht der Boy Bag-Kampagne.
Dellal ist außerdem Schlagzeugerin der Gospel-/ Lyrical-/ Punkband Thrush Metal, einer Band von vier Freundinnen mit eigenem Plattenlabel (Sweet Dick Music). Thrush Metal wurde von Dellal und den beiden ebenfalls als Model arbeitenden Emma Chitty (Bass) und Laura Fraser (Gesang) sowie Isabella Ramsey, Nichte des Earl of Dalhousie, (Gitarre) gegründet.